# Tractat de Gulistan
El tractat de Gulistan fou un acord de pau signat entre l'Imperi Rus i la dinastia qajar el 12 d'octubre de 1813 al poble de Gulistan, a Nagorno Karabagh, a l'Azerbaidjan, llavors un poble del Caucas. Rússia i Pèrsia estaven en guerra pel Caucas. El 1812 els perses havien patit dues serioses derrotes a Aslanduz i Lenkoran i van haver de demanar la pau. L'ambaixador de Gran Bretanya, Sir Gore Ouseley, va negociar els termes. El tractat establia la pèrdua de Geòrgia (ja era russa de fet des del 1800), els kanats de Karabagh, Shakki, Xirvan, Bakú, Quba i Gandja; Derbent, el Daguestan i Mughan i una part del Kanat de Talix o Talixtan. Rússia també tindria el dret exclusiu de navegació per la mar Càspia amb vaixells militars. Fou signat per Nikolai Fiódorovich Rtisxev per Rússia i Haji Mirza Abol Hasan Khan per Iran i abraçava onze capítols. Alguns punts poc clars en el límits territorials van portar a noves hostilitats el 1826.